# Bảo tàng Dược phẩm ở Bydgoszcz
Bảo tàng Dược phẩm ở Bydgoszcz (tiếng Ba Lan: Muzeum Farmacji w Bydgoszczy) là một bảo tàng nằm trong hiệu thuốc "Pod Łabędziem" bên trong một tòa chung cư tọa lạc tại số 5 Phố Gdańska, Bydgoszcz, Ba Lan.

## Lịch sử

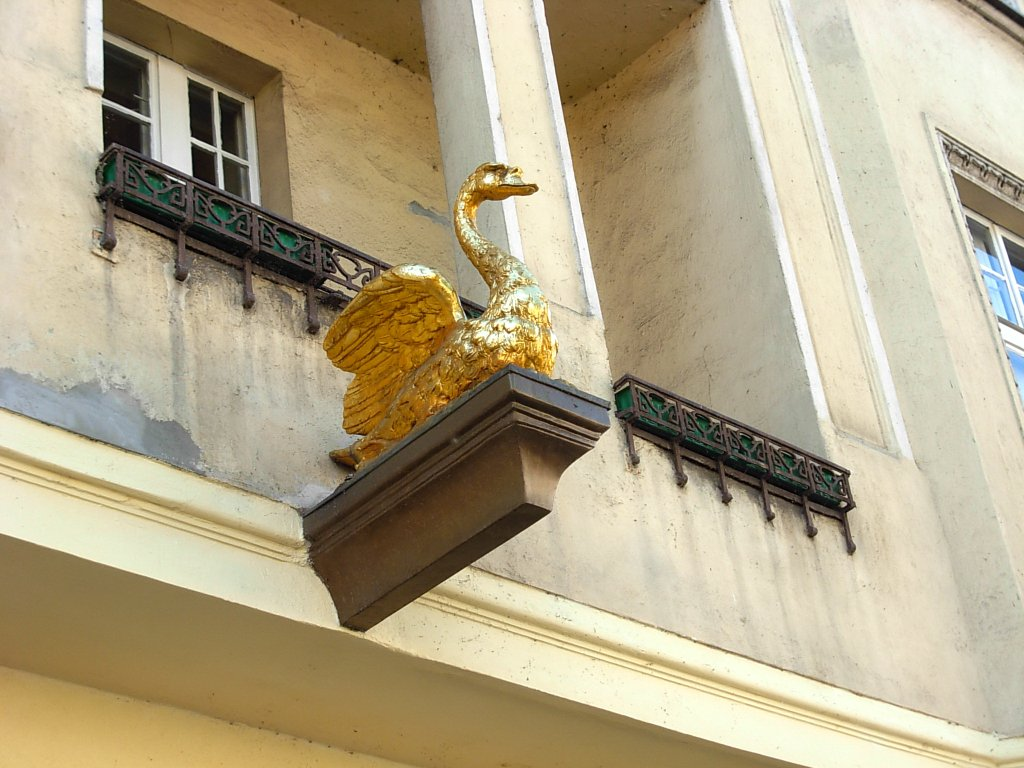
Thiên nga vàng trên lối vào

Bảo tàng Dược phẩm ở Bydgoszcz được thành lập vào năm 2003, nhân kỷ niệm 150 năm ngày thành lập nhà thuốc "Pod Łabędziem".
Do hiệu thuốc đóng cửa vào năm 2017, các bộ sưu tập của Bảo tàng được Bảo tàng Huyện Leon Wyczółkowski ở Bydgoszcz tiếp quản và do Bộ phận Lịch sử Y Dược quản lý. Dự định sau khi mở cửa triển lãm trở lại, Bảo tàng sẽ giữ nguyên tên cũ và sẽ hoạt động như hiệu thuốc "Pod Łabędziem", nhưng với tư cách là một chi nhánh của Bảo tàng Huyện Leon Wyczółkowski ở Bydgoszcz.

## Triển lãm
Dự định trong tương lai, Bảo tàng sẽ triển lãm về lịch sử của hiệu thuốc Bydgoszcz. Phòng thảo dược, phòng thí nghiệm galenic (duy nhất ở Ba Lan vào cuối thế kỷ 19 và đầu thế kỷ 20) và thư viện bảo tàng sẽ  được bố trí làm nơi đặt các vật triển lãm. Phần lớn bộ sưu tập của Bảo tàng (tổng cộng 7.000 hiện vật) là thiết bị cũ của hiệu thuốc "Pod Łabędziem" hoặc đến từ bộ sưu tập của Bartłomiej Wodński - người sáng lập Bảo tàng.

## Giờ mở cửa
Bảo tàng Dược phẩm ở Bydgoszcz hiện đang đóng cửa.